# Bloqueo de Berlín

Berlineses occidentales observan como un C-54 aterriza en el aeropuerto de Tempelhof de Berlín Oeste en 1948.

El bloqueo de Berlín (en alemán: Berliner Blockade) fue el cierre de las fronteras de la zona alemana ocupada por la Unión Soviética, de manera que la zona occidental de Berlín, rodeada por este territorio y ocupada por Francia, el Reino Unido y los Estados Unidos, quedaba aislada y sin abastecimiento. Se desarrolló entre el 24 de junio de 1948 y el 12 de mayo de 1949 y fue impuesto por la Unión Soviética. Se aplicó como respuesta a la expansión de la reforma monetaria impuesta por Francia, el Reino Unido y los Estados Unidos en sus zonas de ocupación en el oeste de Alemania a sus zonas de Berlín. Estados Unidos y el Reino Unido decidieron aprovisionar la parte occidental de la ciudad a través de tres corredores aéreos de una anchura de solamente treinta kilómetros cada uno a través del territorio ocupado por la Unión Soviética. El bloqueo, que duró once meses, fue levantado por la Unión Soviética el 12 de mayo de 1949.
En junio de 1948 estalló una de las primeras grandes crisis de la Guerra Fría. Las tensiones entre los aliados occidentales y la URSS cristalizaron en Berlín, la antigua capital del Reich ahora ocupado, que se hallaba en la zona controlada por los soviéticos. El empeño de Estados Unidos de reactivar la economía alemana, incluida la inminente introducción de un nuevo Deutsche Mark (marco alemán) en sustitución del devaluado Reichsmark (marco imperial), hizo que Moscú ordenara bloquear todos los accesos terrestres a las zonas de Berlín controladas por Estados Unidos, Gran Bretaña y Francia. La ciudad quedaba así aislada. Para auxiliar a sus habitantes sólo podían utilizarse los tres corredores aéreos existentes.

## El dilema de lasfronteras alemanas

Zonas de ocupación.

A fines de 1943, cuando ya era evidente que la Alemania nazi perdería la guerra, se celebró la Conferencia de Teherán entre los aliados para discutir el problema del destino de Alemania. Ya entonces se decidió la expulsión de las poblaciones alemanas del Sudetenland (Checoslovaquia) y Silesia (Polonia). Stalin propuso trazar la nueva frontera occidental polaca en las orillas de los ríos Óder y Neisse. Esa propuesta no fue oficialmente aceptada por el resto de los aliados, quienes temieron una expansión de la influencia soviética hacia Europa Central, pero fue la que quedó establecida de facto. Nuevos intentos de discutir el tema en la Conferencia de Yalta (febrero de 1945) e incluso en la Conferencia de Potsdam (julio y agosto de 1945), después de la capitulación en 1945, resultaron infructuosos. Solo en 1990, tras la reunificación alemana, se aceptaron oficialmente a nivel internacional los actuales límites orientales.
Las fronteras propuestas por Stalin se toleraron informalmente con una condición: los estados alemanes ocupados por las tropas soviéticas debían asumir, en su integridad, el pago de las compensaciones por la destrucción que la Wehrmacht (ejército de la Alemania nazi) había dejado a su paso en las invasiones hacia el este. Era una carga enorme, habida cuenta, por un lado, que el corazón productivo alemán se concentraba entonces en las regiones ocupadas por las tropas occidentales, y por otro, que los mayores daños causados por la guerra estaban en el este europeo.
El este alemán estaba ocupado por tropas soviéticas, situadas en las regiones de Mecklemburgo-Pomerania Occidental, Brandeburgo y partes de Sajonia y de Sajonia-Anhalt. La ciudad de Berlín, enclavada en medio del actual estado (Land) de Brandeburgo, se hallaba en esta zona soviética. Sin embargo, en Berlín había tropas de los otros tres ejércitos aliados, que habían llegado ahí de acuerdo a los pactos celebrados en la Conferencia de Yalta (1945). Stalin intentó expulsar de diversos modos a las tropas de los aliados occidentales, pero la posición estratégica de esa ciudad era demasiado apetecible para las otras potencias, que no cedieron y prosiguieron manteniendo tropas allí. Finalmente los soviéticos reconocieron oficialmente, a finales de 1945, la existencia de zonas de ocupación francesa, inglesa y estadounidense, a cambio de ocupar ellos el estado de Turingia y parte del estado de Sajonia, ocupados hasta entonces por tropas estadounidenses. A pesar de estar enclavada Berlín en la zona soviética y de requerir, por tanto, rutas de tránsito a través de la zona soviética para comunicar las tres zonas de ocupación occidentales de Berlín con las correspondientes tres zonas de ocupación en el oeste alemán, los aliados occidentales dieron por supuesto el acceso y en las negociaciones con los soviéticos esta cuestión nunca fue planteada. El único pacto expreso se alcanzó en el Consejo de Control Aliado, el 30 de noviembre de 1945. Allí, se establecieron tres corredores aéreos entre Berlín y Fráncfort del Meno, Hamburgo y Bückeburg, en principio simbólicos pero que años más tarde resultarían decisivos.

## Razones del bloqueo de 1948
El 16 de junio de 1948, las administraciones ocupantes anglo-estadounidenses, que formaban la Bizona, y la administración francesa anunciaron que para el día 21 de junio se llevaría a cabo una reforma monetaria en la que el devaluado Reichsmark se cambiaría por el Deutsche Mark para estabilizar así la economía de la Alemania ocupada. Reanimada en parte por las inversiones del Plan Marshall, la economía alemana occidental estaba en condiciones de independizarse de su deprimida contraparte oriental, que debía pagar la pesada carga de la reconstrucción de Europa Oriental. El cambio de moneda impediría así el intercambio comercial entre los estados del oeste y del este, que hasta entonces habían venido manteniendo un comercio bastante informal, vital para las zonas del este. La URSS rehusó que su zona de ocupación utilizara la moneda impuesta por las potencias occidentales, en tanto ello privilegiaría la situación económica de las zonas occidentales, sujetas a reactivación económica y estaba libre de la imposición de «indemnizaciones de guerra» que gravaba toda la economía de la zona oriental.
Como contramedida, el 18 de junio las autoridades soviéticas comenzaron a detener el tráfico rodado y de ferrocarril de acceso a las zonas de Berlín Occidental para evitar la fuga de Reichsmarks hacia esas zonas. El día 23, la autoridad soviética anunció su propia reforma monetaria para su zona de ocupación con la introducción del Ostmark, moneda que se iba a extender a todas las zonas de Berlín. Los poderes occidentales protestaron por la sobreextensión de la autoridad soviética por lo que extendieron su Deutsche Mark a sus zonas en occidente, aunque reconocieron la circulación de los marcos del este. Por la tarde de ese mismo día 24, las autoridades soviéticas establecieron un bloqueo total por carreteras, ferrocarriles y ríos, y de la energía; aunque oficialmente la clausura de esas rutas se adjudicaron a razones técnicas, el propósito era que las potencias occidentales abandonaran las zonas occidentales de Berlín. Se ordenó a las tropas soviéticas cerrar el paso a especuladores con el control de mercancías y pasajeros de todos los accesos terrestres a Berlín Occidental. Los soviéticos pidieron que se les encargara de todo el abastecimiento de la zona occidental, a lo que las tropas de ocupación occidentales se negaron. La población de Berlín Occidental comprendía unos dos millones de habitantes, y no podía sobrevivir mucho tiempo sin comestibles, carbón y otros bienes de importación. Pronto habrían tenido que rendirse, aceptando registrarse en la administración de racionamiento de Berlín Oriental y consintiendo así, tácitamente, en formar parte de la zona soviética de Alemania.

## El puente aéreo

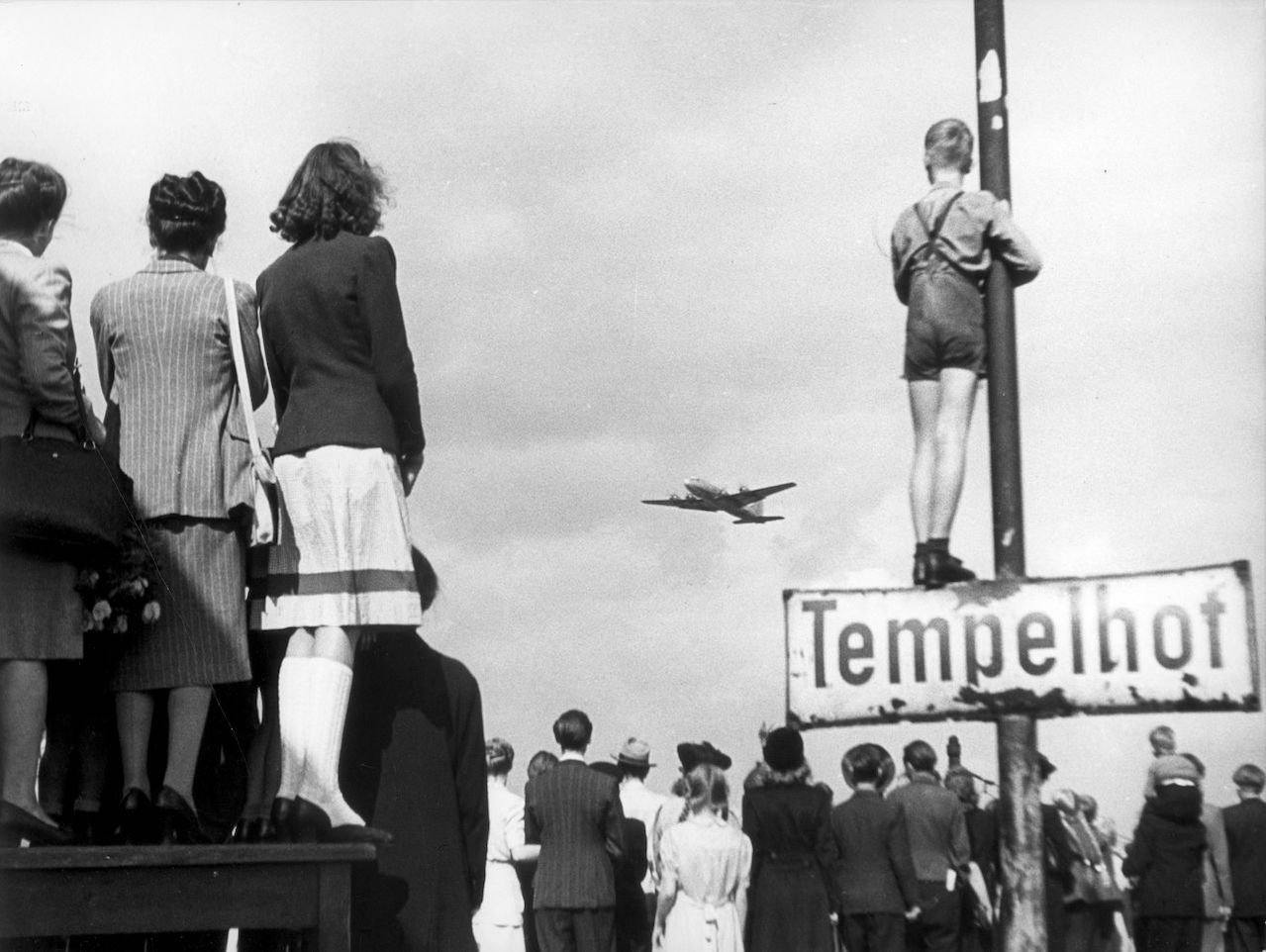
Bloqueo de Berlín: Civiles alemanes observan el aterrizaje de aviones estadounidenses en el aeropuerto de Tempelhof

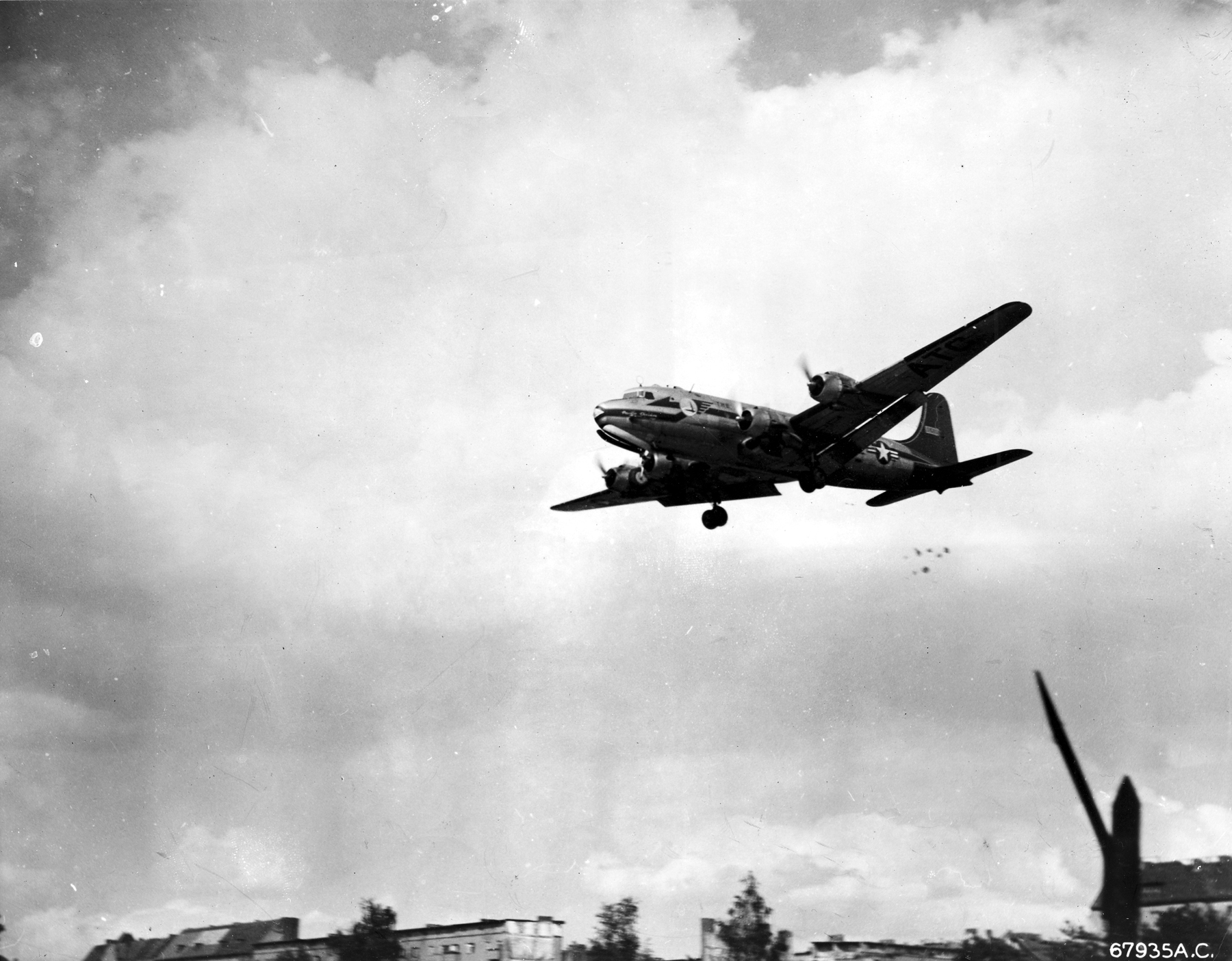
Un Douglas C-54 Skymaster arrojando caramelos sobre Berlín, c. 1948/49

La primera idea de los aliados occidentales consistió en llevar los bienes necesarios por un convoy armado a Berlín, pero el plan no se ejecutó puesto que tales actividades suponían legalmente una invasión armada de la URSS, lo que podía dar lugar a una guerra. En su lugar, el comando aéreo de Estados Unidos decidió abastecer la ciudad por vía aérea a través de los tres corredores aéreos legalmente establecidos. El puente aéreo de Berlín (en alemán: Berliner Luftbrücke) se inició el 25 de junio de 1948, con el aterrizaje del primer avión de carga C-47 en el aeropuerto Tempelhof, en Berlín.
Fue un proyecto realizado por las Fuerza Aérea de los Estados Unidos, la Real Fuerza Aérea británica, la Real Fuerza Aérea Canadiense, la Real Fuerza Aérea Australiana, la Real Fuerza Aérea de Nueva Zelanda y la Fuerza Aérea Sudafricana. El plan era arriesgado porque unas cuatro mil toneladas de suministros al día parecían imposibles mediante vía aérea, pero el número de aviones implicados en el puente aéreo creció constantemente. Los estadounidenses tuvieron que ser asistidos por el resto de sus aliados, pues también aviones británicos y franceses asumieron algunas misiones de vuelo. Por año, fueron 200 000 vuelos, con 4700 tm diarias.
Los primeros resultados de julio y agosto fueron decepcionantes, pero poco después los aliados occidentales establecieron un sistema de desembarque, mantenimiento de aviones y mejoramiento de pistas de aterrizaje en colaboración con los berlineses del oeste, por lo cual en septiembre de 1948 el puente aéreo resultó plenamente eficiente, suministrando adecuadamente con alimentos, combustible, productos de consumo, e inclusive maquinaria pesada (dividida en piezas), a la población de Berlín Occidental.

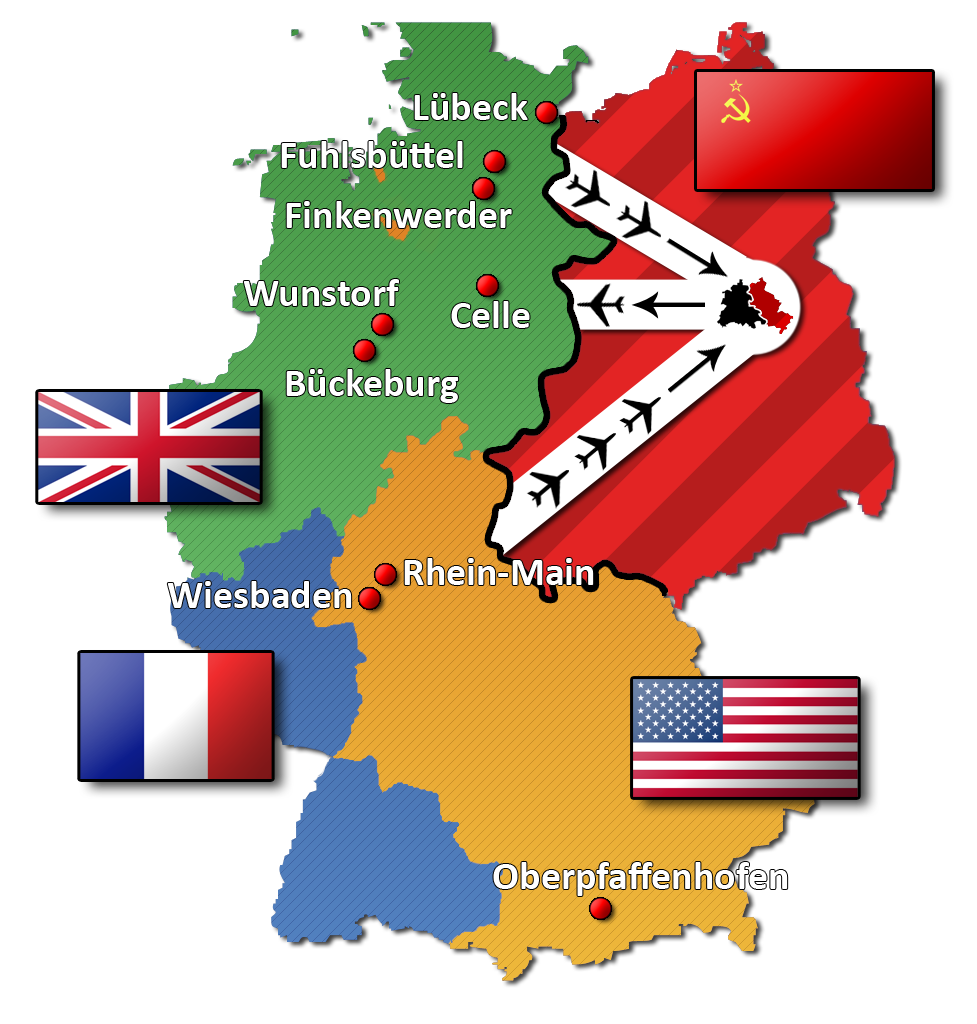
Mapa con los corredores aéreos que podían llegar a Berlín.

Al cabo de unos meses, Berlín recibía unos novecientos vuelos cada día que la abastecían con más de nueve mil toneladas diarias de bienes. La propaganda estadounidense mostró así que el bloqueo impuesto por la URSS resultaba inútil; por su parte, la propaganda soviética afrontaba dificultades para explicar que EE. UU. y sus aliados pudieran suministrar a Berlín Occidental con toda clase de productos, inclusive de una manera más eficiente que el régimen soviético en Berlín Oriental, que tenía todas las fronteras abiertas.
El invierno boreal que empezó en noviembre de 1948 causó serias dificultades al suministro, y en diciembre aumentaron los problemas para continuar los vuelos. La URSS consideró que la llegada del invierno mostraba la imposibilidad de sostener el puente aéreo todos los meses del año, pero la situación cambió en enero. Para sorpresa de ambos bandos, el frío permitió vuelos en cantidad suficiente desde los primeros días de 1949, motivando inclusive migraciones de berlineses orientales, deseosos de beneficiarse de la administración del lado occidental.
La Unión Soviética no intervino para impedir el bloqueo por la fuerza, ya que esto suponía incumplir los términos del mismo acuerdo que les legitimaba para mantener el bloqueo. Sin embargo, algunos accidentes provocaron sesenta y cinco muertes entre los pilotos y la población. Para la Semana Santa de 1949, el mando militar aéreo estadounidense planificó una gran exhibición de propaganda para elevar la moral de Berlín Occidental y, en el Domingo de Resurrección, logró suministrar casi 13 000 toneladas de carbón durante 48 horas seguidas a Berlín Occidental, en un golpe impactante de propaganda estadounidense.

## Operación Pequeños Víveres

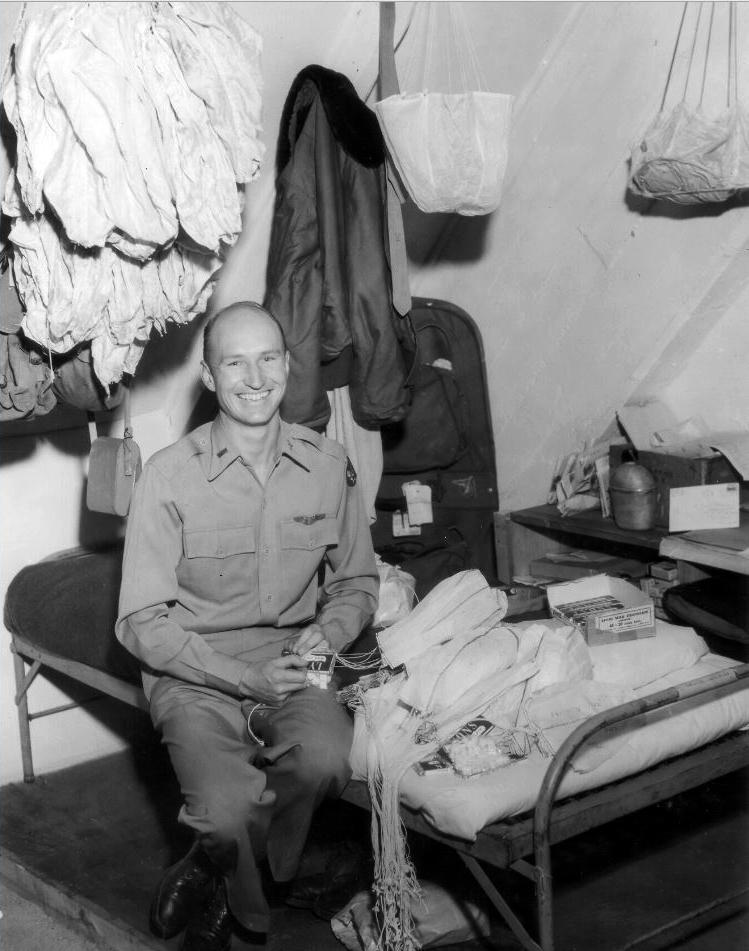
El piloto de la Fuerza Aérea de los EE. UU. Gail Halvorsen, quien fue pionero en la idea de lanzar barras de caramelos y chocolates con paracaídas en miniatura hechos a mano, que más tarde se conoció como "Operación Pequeños Víveres".

Gail Halvorsen, uno de los muchos pilotos de Airforce, decidió usar su tiempo libre para volar a Berlín y hacer películas con su cámara de mano. Llegó a Tempelhof el 17 de julio de 1948 en uno de los C-54 y se acercó a una multitud de niños que se habían reunido al final de la pista para observar el avión. Se presentó y empezaron a hacerle preguntas sobre la aeronave y sus vuelos. Como gesto de buena voluntad, entregó sus dos únicas barras de goma de mascar de menta de Wrigley. Los niños rápidamente dividieron los pedazos lo mejor que pudieron, incluso pasando el envoltorio para que los demás los olieran. Estaba tan impresionado por su gratitud y que no pelearan por ellos, que prometió que la próxima vez que regresara dejaría más. Antes de dejarlos, un niño le preguntó cómo sabrían que era él volando. Él respondió: "Moveré mis alas".
Al día siguiente, al acercarse a Berlín, sacudió el avión y dejó caer unas barras de chocolate atadas a un paracaídas de pañuelo a los niños que esperaban abajo. Todos los días después de eso, el número de niños aumentó e hizo varias gotas más. Pronto, hubo una pila de correo en la Base dirigido a "Tío Alas Meneadoras", "Tío de chocolate" y "El aviador de chocolate". Su oficial al mando se molestó cuando la historia apareció en las noticias, pero cuando Tunner se enteró, aprobó el gesto e inmediatamente lo expandió a la "Operación Pequeños Víveres". Participaron otros pilotos, y cuando las noticias llegaron a los EE. UU., Los niños de todo el país enviaron sus propios dulces para ayudar. Pronto, los principales fabricantes de dulces se unieron. Al final, más de tres toneladas de dulces se lanzaron sobre Berlín y la "operación" se convirtió en un gran éxito de propaganda. Los niños alemanes bautizaron a los aviones que lanzaban caramelos como "Bombarderos de Caramelos".

## Fin del bloqueo
El puente aéreo estaba cercano a cumplir casi un año, periodo que había supuesto también un gran esfuerzo financiero a los aliados occidentales, que esperaban urgentemente una ocasión para ponerle fin, aunque el Gobierno soviético mantenía cortadas las comunicaciones terrestres con Berlín.
Mientras tanto el Gobierno de la Unión Soviética podía apreciar que el bloqueo no llevaba a los resultados esperados, pues la población de Berlín Occidental mostraba ahora más adhesión que nunca a los EE. UU. y sus aliados, mientras la URSS y su régimen se hacían muy impopulares, sobre todo en Berlín Este. Para colmo, el hecho de que los estadounidenses y británicos hubieran sostenido el suministro de modo exitoso durante tantos meses era un triunfo de la propaganda «pro-occidental» inclusive entre los alemanes de Berlín Oriental, que disfrutaban de un menor nivel de vida que sus vecinos occidentales pese a no ser víctimas del bloqueo. El propio éxito del puente aéreo se tornó así en una humillación para la propaganda soviética, por lo cual el régimen de Stalin ordenó levantarlo unilateralmente el 12 de mayo de 1949.